# Wierzchosław
Wierzchosław (do 1945 Amalienhof) – wieś sołecka w Polsce położona w województwie zachodniopomorskim, w powiecie goleniowskim, w gminie Goleniów, przy drodze łączącej Widzieńsko z drogą nr 3, na Równinie Goleniowskiej porośniętej sosnowymi i mieszanymi lasami Puszczy Goleniowskiej.

## Historia
Pierwsza wzmianka o wsi pochodzi z 1746, jej nazwa wywodzi się od imienia siostry króla Prus Fryderyka II Anny Amalii. W XVIII wieku założono tutaj owczarnię oraz gospodarstwa ogrodnicze, również kilka małych gospodarstw i folwark (pierwszy spalił się w 1779). W 1870 roku zamieszkiwało ją ok. 450 osób.
W latach 1975–1998 miejscowość administracyjnie należała do województwa szczecińskiego.

## Zabudowa i charakter
Głównym zabytkiem jest neogotycki kościół pw. św. Stanisława, zbudowany z czerwonej cegły, prosta halowa świątynia oraz położony na wzgórzu obok kościoła cmentarz ewangelicki, zaadaptowany na katolicki. We wsi znajduje się kilka chałup murowanych tudzież ryglowych z końca XIX i początku XX w., typowe przykłady budownictwa ludowego na terenach Pomorza Zachodniego. Niewątpliwym atutem Wierzchosławia jest doskonały mikroklimat oraz położenie wśród leśnych terenów Puszczy Goleniowskiej, bogatej w zwierzynę, grzyby i leśne owoce. Okolice wsi bywają właśnie celem wypadów grzybiarzy czy amatorów runa leśnego.